# Idalberto Fei

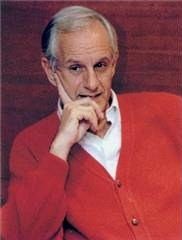
Idalberto Fei

Idalberto Fei (Roma, ...) è uno scrittore e regista italiano.

## Biografia
Regista e scrittore, si è laureato in Giurisprudenza all'Università La Sapienza di Roma. Ha scritto sceneggiature per la RAI; radiodrammi tradotti in otto lingue, testi per il teatro, libri per adulti e per ragazzi, canzoni. Ha partecipato come regista e autore ai Festival dei Due Mondi di Spoleto, Mittelfest, Pergolesi Spontini, Festival international de la Marionette de Tunis, Premio Ondas (Spagna), Prix Marulic (Croazia), URTI (France), La Macchina dei Sogni, Salerno Letteratura, Arrivano dal mare, Grand Prix Futura (Bucharest), Salerno Libri. Ha vinto il Prix Italia 1999 con un testo di Federico Fellini, che ha poi portato in scena nel 2002 in Canada allo Stratford Festival. Ha lavorato alla RAI dagli anni settanta: prima in TV, poi alla radio, come programmista, conduttore, regista. Ha collaborato con la Radio Vaticana e le principali radio europee.
Tra i suoi colleghi di lavoro: Franco Zeffirelli, Giorgio Albertazzi, Mariano Rigillo, Raul Bova, Paolo Poli, Caterina Valente, Andrea Camilleri, Gabriele Lavia, Rossella Falk, Leo Gullotta, Michele Mirabella, Pino Massara, Martine Brochard, Neri Marcorè, Vittorino Andreoli, Emilio Ravel, Maria Teresa Ruta, Urbano Barberini, Massimo Foschi, Vito Molinari, Giorgio Pressburger. 
Nel 2007 ha curato I giorni delle Metamorfosi, su testi di Ovidio, un nuovo modo di visitare i musei tra arte, poesia, musica e danza. Per il Museo di Palazzo Venezia ha realizzato la messa in scena sonora dell'Orlando Furioso di Ludovico Ariosto e della Gerusalemme Liberata di Torquato Tasso con le musiche di Nuova Consonanza. Per l'Università e l'Assessorato alla Cultura di Siena letture con violino dal "Faust" di Goethe, Pessoa, Valery, Marlowe. Per "Musei in scena" del comune di Roma ha presentato "Intorno ad Augusto" all'Ara Pacis e ai Musei Capitolini, "Orlando Furioso" alla Centrale Montemartini.Ultime produzioni "Cagliuso" dal Basile, all'Auditorium; "Onde", con le musiche di Domenico Turi, all'American Academy di Roma per il Festival Nuova Consonanza dedicato a John Cage,  alla Filarmonica e in numerosi teatri (2018);" La leggenda del Quarto Re Mago", burattini di Antonella Cappuccio all'Universale di Roma (2015) e "Le tribolazioni di un cinese in Cina" da Jules Verne, burattini di M.Giulia Barberini (2016).
Lavori più recenti: una nuova versione di "Intorno ad Augusto" con Mariano Rigillo e Claudia Marss ai Musei Vaticani ; "Parla coi lupi" al teatro Le Sedie, Roma (2019); il radiodramma "Parlando con Dante" per Radio Vaticana, protagonista Edoardo Siravo (2021) ; infine i video:  per la Fondazione Camillo Caetani  "Il ladro e la duchessa", "L'Archivio in gioco", "Dalle paludi alla bonifica" (Archivissima 2020, 2021, 2022), "Un Papa all'Inferno" (Dantedi); "La Montagna racconta" per l'Ente Nazionale Parco Majella (2021) e "Leone Caetani, un principe nel deserto" (Archivissima 2023); "Parlando con Dante" (Teatro Tor di Nona 2024).
I suoi libro più recente sono "Le Metamorfosi - Un viaggio fra i miti" (ed.Giunti 2021), il poema di Ovidio raccontato ai ragazzi, e "Tutta la vita in tasca" (ed. Armando 2022) anche questo per i giovanissimi.
Ha tenuto lezioni alle Università di Cassino, Pescara, Siena, Torino, Palermo, Roma.
Scrive per le riviste RAI Nuova Armonia, Ytali (on line), Menabò.
Conduce dal 1979 la compagnia Il Laboratorio specializzata in teatro di figura. Il gruppo ha lavorato per teatri, trasmissioni TV, festival, musei ed è socio dell'UNIMA (Union International de la Marionette).
È autore di favole e canzoni (vincitore della Targa G d'oro per il miglior testo allo Zecchino d'Oro 1998 con la canzone Il mio amico Mosè, musica di Pino Massara).

## Opere
- Introduzione a La donna in bianco di Wilkie Collins, Garzanti, 1980; ristampa 2022.
- C'era una volta il 1789, Palombi, 1989
- Il Teatrino delle Meraviglie, Mursia, 1990
- Burattini a Roma - Storia del Teatro di figura nella capitale, Palombi, 1992
- Maria Giulia Barberini - Idalberto Fei, Relazione di Moscovia scritta da Raffaello Barberini (1565), Sellerio, 1996
- Uno scandalo mantovano in: Antonella Cappuccio, Amor del Sacro, Amor del Profano, Pianeta Arte Edizioni, 1998
- Idalberto Fei - Maria Teresa Ruta, E vissero felici e contenti, Rai Eri, 1999
- V Sieni, nekega deževnega dne : radijska igra, Ljubljana, 2001
- Idalberto Fei - Emilio Ravel, Cavalli che correte in Piazza quando è estate (Introduzione di Andrea Camilleri e Giorgio Pressburger), Emmebi Edizioni, Firenze, 2007
- Legenda Celui De-al Patrulea Rege Mag, audiolibro Radio Romania, Bucharest, 2008
- Toter Mann, da Il giro di boa di Andrea Camilleri, audiolibro D.A.V. Der Audio Verlag, Berlin, 2009
- Le 7 favole del Gatto Pedro, ill.Emanuela Fei, Fermenti, 2009
- Lo scandalo del quarto Re Magio, Prefazione di Andrea Camilleri, Avagliano Editore, 2011
- Lo scandalo del quarto Re Magio, audiolibro MP3, Avagliano editore. 2013
- Orlando Furioso e Innamorato, ill. Rita Petruccioli, La Nuova Frontiera jr., 2014
- Se le statue potessero parlare, in Tre cardinali, a cura di M. Giulia Barberini e C. Giometti, Campisano editore, 2014
- William Shakespeare, I racconti d'inverno, ill. Anna Forlati, ed. La Nuova Frontiera jr., 2015
- Intorno a Pinocchio, conversazione con Paolo Poli in: Pinocchio, a cura di Antonio Debenedetti, Elliot ed., 2015
- Gilgamesh - Il re della terra tra i fiumi, ill. Irene Rinaldi, ed. La Nuova Frontiera jr., 2017
- Le Montagne raccontano Favole, ill. L. Salaberria, ed. La Nuova Frontiera jr. ,2019. Premio Mario Arpea.
- Intervista ad Augusto in "Nati per la Radio" a cura di Laura De Luca, ed.Solfanelli 2020
- Le Metamorfosi - Un viaggio fra i miti, ed:Giunti 2021
- Il Matto, in: "Narrate uomini la vostra storia", ed. Arti scritte, Società Dante Alighieri 2021
- Una storia di famiglia, in "Fra vecchio e Nuovo Mondo" a cura di Nicita e Zaccheo, ed. Gangemi 2022
- Tutta la vita in tasca, ill .Laura De Luca, ed.Armando 2022
- Parlando con Dante, radiodramma, in: Dante - International Journal of Dante Studies 2023